# Горазд Охридский
Гора́зд О́хридский (ст.‑слав. Гораꙁдъ Охрїдьскꙑи) — ученик Мефодия, составителя славянской азбуки. Первый архиепископ славянин-словак — он был архиепископом Великой Моравии. Почитается Православной церковью в лике святителей. День памяти — 27 июля (9 августа) в Соборе Болгарских просветителей.
Сопровождал Кирилла и Мефодия в их поездке в Рим в 867 году. В 885—886 годах, при князе Святополке I, наступил кризис в Моравской церкви, архиепископ Горазд вступил в спор с латинским духовенством, возглавляемым Вихингом, епископом Нитры, на которого в своё время святой Мефодий наложил анафему. Вихинг с одобрения папы изгнал Горазда из епархии и с ним 200 священников, а сам занял его место архиепископа.
В конечном итоге богослужение в Моравии на славянском языке было прекращено и стало совершаться на латинском языке.
Тогда же в Болгарию бежал и Климент Охридский. Они взяли с собой созданные в Моравии труды и поселились, в основном, в Болгарии. Те же, кто не подчинился, по свидетельству Жития святого Климента Охридского, были проданы в рабство еврейским купцам, из которого их выкупили послы императора Василия I в Венеции и переправили в Болгарию. В Болгарии ученики создали всемирно известные литературные школы в Плиске, Охриде и Преславе, откуда их труды начали движение по Руси.